# Rudolf Kleine (Pilot)

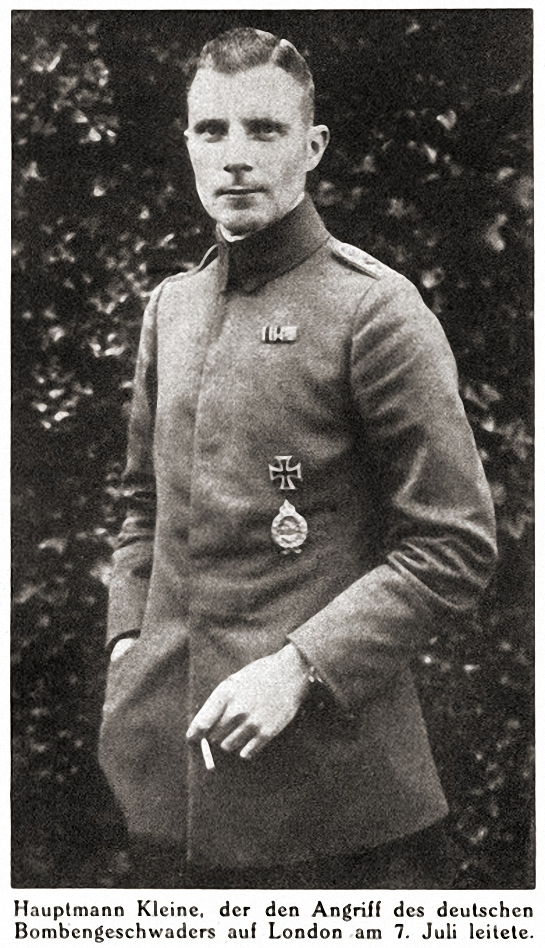
Rudolf Kleine

Rudolf Kleine (* 28. August 1886 in Minden; † 12. Dezember 1917 über Ypern) war ein preußischer Hauptmann und Kommandeur des Kampfgeschwaders 3 im Ersten Weltkrieg.

## Leben
Kleine war der Sohn eines preußischen Oberst.
Er trat nach seiner Erziehung im Kadettenkorps am 14. Juni 1905 als Leutnant in das 5. Rheinische Infanterie-Regiment Nr. 65 der Preußischen Armee ein und diente dort ab 1910 für drei Jahre als Bataillonsadjutant. Anschließend folgte seine Kommandierung zum Flieger-Bataillon Nr. 3, wo er eine Flugzeugführerausbildung absolvierte und im Juli 1914 das Militär-Flugzeugführer-Abzeichen erhielt. Daran schloss sich zur weiteren Ausbildung die Kommandierung an die Kriegsakademie an. Durch den Beginn des Ersten Weltkriegs musste Kleine jedoch die Akademie abbrechen und kam am 2. August 1914 als Flugzeugführer zur Feldflieger-Abteilung 9.
Dort flog er in den ersten Kriegstagen mehrfach Aufklärung für den Angriff auf Lüttich. Im Oktober 1914 zum Oberleutnant befördert, wurde Kleine im selben Monat während eines Luftkampfes durch einen Knochenschuss in den linken Unterarm verwundet. Nach zwei Monaten war er wieder dienstfähig. Am 24. Juli 1915 zum Hauptmann befördert, wurde er Mitte Dezember als Staffelführer in das Kampfgeschwader 1, die sogenannte „Brieftaubenabteilungen Ostende“ versetzt. In den kommenden Monaten führte er in dieser Funktion mehrfach Bombenflüge durch. Ende August 1916 zum Führer der Feldflieger-Abteilung 53 ernannt, war Kleine wieder hauptsächlich mit Aufklärung befasst. Durch seine Meldungen im Frühjahr 1917 wurde die bevorstehende Großoffensive der Franzosen in der Champagne frühzeitig erkannt und die Oberste Heeresleitung konnte entsprechende Gegenmaßnahmen einleiten. Dafür wurde Kleine mit dem Ritterkreuz des Königlichen Hausordens von Hohenzollern mit Schwertern ausgezeichnet.

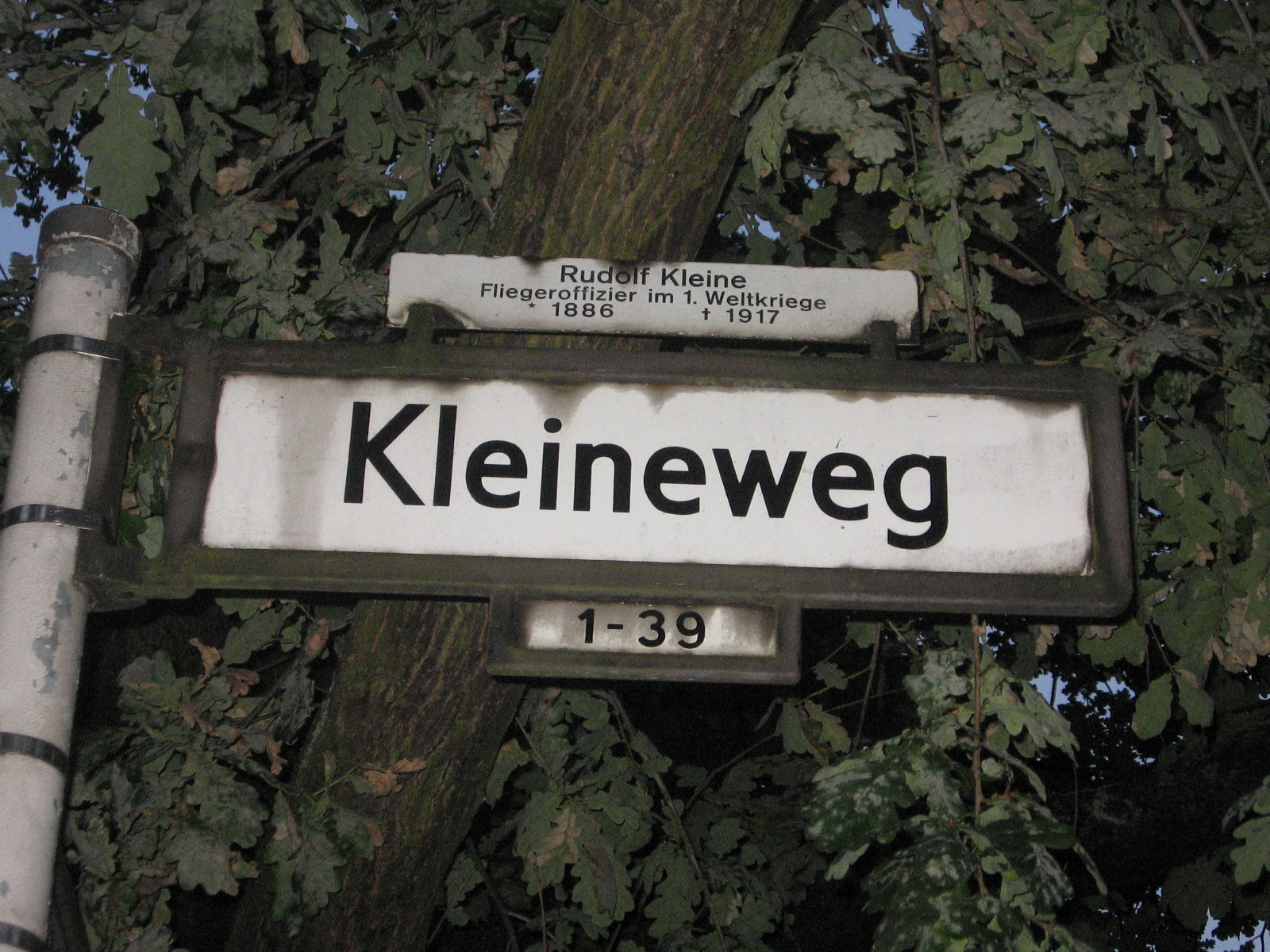
Schild des Kleineweg in Berlin-Tempelhof

Für einige Monate war Kleine als Gruppenführer der Flieger beim Generalkommando des VII. Reserve-Korps tätig und wurde am 23. Juni 1917 zum Kommandeur des Kampfgeschwaders 3 der Obersten Heeresleitung, dem so genannten „England-Geschwader“, ernannt. Mehrfach bombardierte er die britische Hauptstadt London, u. a. vom 24. September bis 2. Oktober 1917 bei sechs aufeinander folgenden Nachtangriffen. Durch A.K.O. vom 4. Oktober 1917 verlieh ihm Wilhelm II. daraufhin die höchste preußische Tapferkeitsauszeichnung, den Orden Pour le Mérite.
Bei einem Einsatz am 12. Dezember 1917 über Ypern wurde Kleine abgeschossen und fand dabei den Tod.
Im „Fliegerviertel“ in Berlin-Tempelhof wurde 1936 nach ihm der „Kleineweg“ benannt, der auch heute noch seinen Namen trägt.